# Sami Yusuf
Sami Yusuf (Perzisch: سامی یوسف, geboren als Siamak Radmanesh, Perzisch: سیامک رادمنش) (Teheran, 21 juli 1980) is een Britse zanger, componist, muziekproducent en singer-songwriter van Azerbeidzjaans-Iraanse afkomst.

## Biografie
Sami Yusuf werd in 1980 in Teheran geboren als zoon van Azerbeidzjaanse ouders. Zijn grootouders kwamen oorspronkelijk uit Baku (Azerbeidzjan) en verlieten de stad toen het na de Eerste Wereldoorlog werd heroverd door de bolsjewieken.
Yusuf groeide op in Londen en werd op jonge leeftijd geïnspireerd door zijn muzikale vader. Hij leerde onder andere piano en viool spelen, evenals traditionele instrumenten, waaronder de oed, tabla, setar en tombak.

## Carrière
Zijn eerste album, al-Mu'allim kwam uit in juli 2003 en werd met groot succes ontvangen. Zijn tweede album, My Ummah (2005) is in twee versies uitgekomen; een muzikale en een percussieversie.
Yusuf zingt in afwisselend Engels, Perzisch, Koerdisch, Arabisch, Turks en Urdu. Hij zingt over de islam en het 'moslim-zijn'. Hij ziet het als zijn taak zijn talent te gebruiken voor het uitdragen van zijn geloof. Hij zegt de moslimjeugd te willen stimuleren trots te zijn op hun geloof en moslimidentiteit. Hij is dan ook populair in de moslimwereld, al kan hij hier ook rekenen op kritiek; zijn optredens zouden weinig meer weg hebben van het uitdragen van islamitische waarden en te veel lijken op westerse popconcerten.
Zijn internationale bekendheid is enorm gegroeid door samen met Outlandish de song Try not to Cry uit te brengen.
In 2022 gaf Yusuf tijdens het Holland Festival een concert in het Koninklijk Concertgebouw, in samenwerking met het Amsterdams Andalusisch Orkest en Cappella Amsterdam.

## Discografie

### Studioalbums
| Album                                                                                | Jaar |
| ------------------------------------------------------------------------------------ | ---- |
| Al-Mu`allim                                                                          | 2003 |
| My Ummah                                                                             | 2005 |
| Wherever You Are                                                                     | 2010 |
| Salaam                                                                               | 2012 |
| The Centre                                                                           | 2014 |
| Songs of the Way, Vol. 1                                                             | 2015 |
| 1001 Inventions and the World of Ibn Al-Haytham (Original Motion Picture Soundtrack) | 2015 |
| Barakah                                                                              | 2016 |
| SAMi                                                                                 | 2018 |

### Singles
| Album                                 | Jaar          |
| ------------------------------------- | ------------- |
| Let Us Not Forget                     | januari 2018  |
| Mawlana                               | januari 2018  |
| Shadowless                            | februari 2018 |
| Al Faqīr                              | mei 2018      |
| Ya Hayyu Ya Qayyum Feat Abida Parveen | februari 2019 |